# Cethosia cleanthis
Cethosia cleanthis är en fjärilsart som beskrevs av Hans Fruhstorfer 1902. Cethosia cleanthis ingår i släktet Cethosia och familjen praktfjärilar. Inga underarter finns listade i Catalogue of Life.